# Chinês antigo

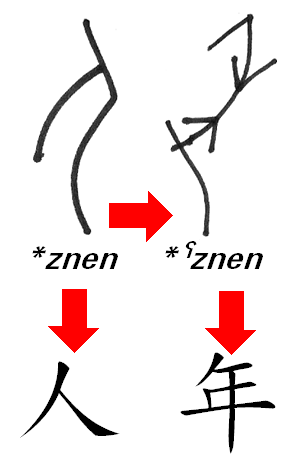
Caracteres que representam, na escrita de selo, "pessoa" e "colheita" (posteriormente "ano"). Uma pronúncia hipotética de cada um destes caracteres pode explicar sua semelhança. Note-se as consoantes faringalizadas.

Chinês antigo (em chinês simplificado: 上古汉语; chinês tradicional: 上古漢語; pinyin: shànggǔ hànyǔ) ou chinês arcaico é o termo que designa a língua chinesa falada desde a dinastia Shang (Idade do Bronze da China, que terminou no século XI a.C.) até a primeira dinastia Han (206 a.C. a 9 d.C.). Existem diversos subperíodos distintos do antigo chinês dentro desta grande extensão de tempo, e o termo - em contraste ao que é feito com os termos chinês médio e chinês moderno - costuma ser usado com frequência em relação à fonologia histórica chinesa, que tenta reconstruir a maneira em que o chinês antigo era pronunciado.
Como o antigo chinês era o idioma falado pelos chineses quando obras clássicas como os Analectos de Confúcio, o Mêncio e o Tao Te Ching estavam sendo escritos, e foi a língua oficial do império unificado da dinastia Qin e da longeva dinastia Han, acabou sendo preservado pelos dois milênios seguintes na forma do chinês clássico, um estilo do idioma escrito que emula a gramática e o vocabulário do chinês antigo tal como é apresentado nestas obras.

## Periodização
A evidência mais antiga conhecida do idioma chinês são as chamadas inscrições em ossos oraculares, do período tardio do Estado Shang, por volta de 1200 a.C.. Apesar das dificuldades encontradas para se decifrar estas inscrições, não existe qualquer dúvida de que o idioma no qual foram escritos é uma forma antiga do chinês, chamado de 'arcaico', cujo uso se estende até o início do período Zhou, e é encontrado exclusivamente nestes ossos oraculares e em recipientes de bronze. Seu vocabulário consiste de 3000 a 4000 palavras, das quais a maior parte são nomes próprios. Gramaticalmente, o idioma é bem menos caracterizado pelas construções sintáticas excessivalmente analíticas do chinês clássico padrão, e tem bem menos partículas gramaticais.
No período Zhou Ocidental que se seguiu, surgiu uma profusão de textos escritos. O idioma, por vezes chamado de "pré-clássico", reteve a concisão no estilo e na gramática, porém notam-se consideráveis expansões em vocabulários específicos, e no uso de construções evidentemente sintáticas.
Os quatro séculos que vão de 600 a 200 a.C. foram chamados de "era de ouro da filosofia e da literatura chinesa clássica", e foi a partir deste período que o termo 'chinês clássico' passou a designar o padrão escrito, transmitido até o século XX. Obras do período, como os Analectos e o Mêncio são vistos, deste o período Han até os dias de hoje, como referências para o estilo de prosa do chinês clássico. Inscrições em bronze do período são comuns, porém em menor número do que os textos transmitidos. Estes textos foram escritos originalmente, em sua maioria, com tinta aplicada sobre bambu, lascas de madeira e, no fim do período, seda.

## Ligações Externas
- Behr, Wolfgang. Odds on the Odes - análise de A Handbook of Old Chinese phonology, de William H. Baxter
- Jacques, Guillaume. Introduction to Chinese Historical Phonology
- Lista de palavras - Austronesian Basic Vocabulary Database